# باي تشونغسي
باي تشونغسي (18 مارس 1893- 1 ديسمبر 1966 بالصينية 白崇禧; بالبينيين Bái Chóngxǐ، بالأويغورية بَىْ چْو ثِ )،هو جنرال صيني في الجيش الثوري الوطني لجمهورية الصين وزعيم قومي صيني بارز. من قومية الهوي المسلمة. من منتصف 1920 إلى 1949، حكم باي وحليفه المقرب لي زونغرين مقاطعة قوانغشي كأمراء حرب إقليميين مع قواتهم الخاصة ذات الاستقلالية السياسية الكبيرة. وكانت علاقته مع شيانج كاي شيك في أوقات مختلفة عدائية وتعاونية. وقد دعم هو ولى تسونغ رن تحالف امراء الحرب المناهضين لشيانغ في حرب السهول الوسطى عام 1930، ثم دعم تشيانغ في الحرب الصينية اليابانية الثانية والحرب الأهلية الصينية. وكان باى أول وزير دفاع لجمهورية الصين في الفترة من 1946 إلى 1948. بعد خسارة الكومينتانغ امام الشيوعيين في عام 1949، هرب إلى تايوان مع حكومة الكومبينتانغ وترأس هناك الرابطة الإسلامية الصينية. توفي في تايوان عام 1966.